# 张幸
张幸（？—？），清河郡东武城县（今河北省衡水市故城县）人，南燕、东晋、刘宋、北魏官员。

## 生平
张幸原任南燕慕容超时期的东牟郡太守。南燕灭亡后，张幸在东晋、刘宋为官，宋少帝刘义符时期任东牟郡太守。元嘉三年（426年），北魏徐州刺史、寿光侯叔孙建攻入青州，当时张幸先是躲在孤山，听说叔孙建到了，率领两千人在女水迎接叔孙建，向北魏归附，魏太武帝拓跋焘赞赏张幸，赐爵平原侯，任命张幸为平远将军、青州刺史。张幸去世后，朝廷赠予使持节、镇东将军、青州刺史，谥号成穆公。

## 其他
当初张幸招引的黄河以东百姓在设置州县时只有一千多家，后来百姓互相汇合，州县也被并入冀州，过了三十年，登记在册的有数万户人家。当时魏孝文帝元宏考核天下户籍，冀州是人口最多的州，张幸的曾孙张彝出任黄门侍郎时，经常在陪伴魏孝文帝时提及此事，魏孝文帝说：“终究会任命你做冀州刺史，以酬谢你祖先的诚意。”

## 家庭

### 六世祖
- 张岱，东汉御史大夫[2]

### 五世祖
- 张弘，西晋大长秋[2]

### 子女
- 张準之，北魏东青州刺史、平原侯
- 张略之，北魏冀州主簿、沧水郡太守[2]